# (9004) 1982 UZ2
(9004) 1982 UZ2 (1982 UZ2, 1992 MF, 1993 SA9) — астероїд головного поясу, відкритий 22 жовтня 1982 року.
Тіссеранів параметр щодо Юпітера — 3,064.